# Du Shenyan
Pour les articles homonymes, voir Du Shenyan.
Du Shenyan (chinois : 杜审言 ; chinois traditionnel : 杜審言 ; pinyin : Dù Shěn Yán ; Wade : Tu Shen-yen) (?-708) avec le nom de courtoisie Bijian (比肩) né à Xiangyang (襄阳) (aujourd’hui dans le Hubei), est un haut fonctionnaire, un politicien et un poète du début de la dynastie Tang. Il est le descendant du renommé général Du Yu (222 - 284) des Jin occidentaux et le grand-père du célèbre poète Du Fu (712-770). Du Shenyan excelle dans la composition de poèmes réguliers de huit vers à cinq caractères et il est habile dans la calligraphie. Au cours de sa vie, il connaît la renommée et il fait partie du réputé groupe les « Quatre amis de la littérature ».

## Biographie
L'Anthologie de la poésie chinoise (sous la direction de Rémi Mathieu) donne 648 comme son année de naissance p. 326, mais certaines sources restent indécise sur cette date. Sa famille appartient à la branche du clan de Jingzhao et elle s’est installée au Xiangyang. Il est le descendant lointain du célèbre général Du Yu (222 - 284) des Jin occidentaux, général qui était chargé de pacifier le Sud.

### Jeunesse
Dès sa jeunesse, Du Shenyan est aussi réputé comme poète que Li Qiao, Cui Rong et Su Weidao avec qui il forme les « Quatre amis de la littérature » (文章四友). Il a beaucoup de talent, mais il est fier de ses capacités et est arrogant. De ce fait, il est très jalousé par ses contemporains. Dès 666, il commence une carrière comme subordonné dans les préfectures et districts.

### Carrière officielle
En 670, très jeune — il a 22 ans —, il réussit l’examen impérial et obtient le titre de docteur jinshi, p. 1283. L’année suivante, il devient officier du district de Xicheng (隰城) dans la préfecture de Fenzhou. Au printemps 675, il est transféré comme officier du district de Shuchuan. En 680, il est officier dans un autre district dont le nom reste inconnu. En 690, Du Shenyan occupe un poste à Lintai. En 693, il est nommé adjoint du district de Jiangyin dans la préfecture de Changzhou. Entre le printemps et l’été, il quitte ce poste. Quatre ans plus tard (697), il est transféré comme adjoint du district de Luoyang dans la préfecture de Luo.

### Rétrogradation à Jizhou
En 698, il est condamné et rétrogradé au poste de conseiller administratif à Jizhou pour avoir commis une faute.
L’année suivante, toujours pendant son service à Jizhou, Du Shenyan offense l’assistant administratif Guo Ruone et le commandant Zhou Jizhong. Ces deux derniers conspirent pour l’accuser à tort et Du Shenyan est condamné à mort. Le fils de Du Shenyan, Du Bing, âgé de seize ans, voulant venger son père, s’introduit dans la résidence du commandant et tue Zhou Jizhong, lui-même étant tué sur-le-champ par la garde. Du Shenyan n’est pas exécuté, mais il est destitué et il retourne à Luoyang, la capitale orientale.

### L’Impératrice Wu
En 702, l’impératrice Wu Zetian convoque Du Shenyan et le nomme assistant au bureau des archives (著作佐郎). L’année suivante, il est promu assistant du département des repas impériaux.

### Exil au Lingnan
En 705, après la révolution de Shenlong où l'impératrice Wu Zetian est renversée, Du Shenyan est rétrogradé et exilé à Fengzhou, dans la région du Lingnan, pour avoir soutenu les frères Zhang Yizhi et Zhang Changzong, favoris de l'impératrice. Deux ans plus tard, (en 707), Du Shenyan bénéficie d’une amnistie et rentre vers le nord. Il est nommé greffier principal au Collège impérial et académicien du pavillon Xiuwen. L’année suivante, en 708, il meurt de maladie à un peu plus de soixante ans p.2550. Il reçoit à titre posthume le titre de « gentilhomme des œuvres littéraires » (著作郎).
Talentueux, mais extrêmement imbu de lui-même, l'arrogance de Du Shenyan le pousse souvent à mépriser ses contemporains. À cause de cette attitude, il n’est pas apprécié dans la bureaucratie et il reste confiné à des postes subalternes. Plusieurs contemporains déclarent que Du Shenyan a été hautain jusqu’à la fin.

## Poésie
À son époque, la poésie de Du Shenyan est déjà très appréciée. La plupart de ses œuvres qui existent encore aujourd’hui sont des poèmes réguliers à cinq caractères. Il faut savoir qu’au début des Tang, il n’y avait pas de poème régulier à sept caractères et ceux à cinq caractères n’avaient pas encore atteint l’excellence; pour la beauté de ces deux formes, Du Shenyan est vraiment le premier à les promouvoir.
Les thèmes abordés dans ses poèmes sont des : adieux aux frontières, paysages, lamentations, échanges poétiques, sentiments du voyageur en exil. Après avoir été reçu par l’impératrice Wu en 702, il compose surtout des poèmes de cour qui sont des louanges et pièces de circonstance pour la cour.

### Oeuvres
- Recueil de Du Shenyan: selon les annales (Nouveau Livre des Tang新唐書), Du Shenyan avait un recueil de ses poèmes en dix volumes, dont la plupart ont été perdus[6].
- Recueil de Du Bijian (杜必簡集) : Le Catalogue commenté des livres de Zhizhai  (Zhizhai shulu ti jie) (直齋書錄題解) cite ce volume, contenant des poèmes sans prose, au total quarante-deux poèmes.
- Trois cents poèmes des Tang (唐詩三百首) : un des poèmes de Du Shenyan se trouve dans ce recueil prestigieux. C’est le poème no 94, Promenade et contemplation au début du printemps avec le magistrat de la route de Jinling (和晉陵路丞早春遊望).
- Poésie complète des Tang (全唐詩)(Quan Tang Shi) : 39 poèmes de Du Shenyan se trouvent dans cette anthologie, volume 62.